# Un nemico del popolo (opera teatrale)
Un nemico del popolo (titolo originale En folkefiende) è un dramma in cinque atti del drammaturgo norvegese Henrik Ibsen, scritto nel 1882 e andato in scena per la prima volta nel 1883.

## Trama
Il dottor Stockmann scopre che le acque della stazione termale della sua città sono contaminate. Vuole quindi avvisare la popolazione che per rimediare al danno saranno necessari costosi interventi di manutenzione e la chiusura temporanea dello stabilimento termale.
Il sindaco della cittadina, che è anche il fratello del dottore, vuole invece mettere a tacere queste voci. Il dottore prosegue nella sua opera di comunicazione, convinto che la cittadinanza alla fine gliene sarà grata, ma scopre man mano che al contrario tutti osteggiano la sua decisione di voler rendere pubblica l’informazione che le acque sono contaminate. 
Perde il lavoro, la sua casa viene assediata, la famiglia offesa e viene additato da molti come un "nemico del popolo". Stockmann nonostante tutto, invece di fuggire dalla città, decide di combattere per la verità, indipendentemente dal prezzo, dichiarando che "l'uomo più forte del mondo è anche quello più solo".

## Rappresentazioni
La prima di En folkefiende è stata il 13 gennaio 1883 al Christiania Theater di Kristiania (l'attuale Oslo), regia di Johannes Brun, con Arnoldus Reimers (Dr. Stockmann).
La prima italiana di Un nemico del popolo è stata il 21 marzo 1894 al Teatro Nuovo di Verona dalla Compagnia Zacconi-Pilotto con Ermete Zacconi (Dott. Stockmann), Libero Pilotto, Stanislao Ciarli. La tournée della compagnia proseguiva per Napoli, Torino, Milano.
An Enemy of the People, nell'adattamento di Arthur Miller, è stato portato in scena il 28 dicembre 1950 al Broadhurst Theatre di New York, per 36 repliche, regia di Robert Lewis, con Fredric March (Dr. Stockmann), Florence Eldridge, Morris Carnovsky, Rod Steiger.

## Adattamenti

### Cinema
- Un nemico del popolo (An Enemy of the People), regia di George Schaefer (1978)
- Nemico pubblico (Ganashatru), regia di Satyajit Ray (1989)

### Televisione
- Un nemico del popolo, regia di Ottavio Spadaro, con Carlo D'Angelo (Stockmann), Elena Da Venezia, Bianca Galvan, Stefano Bertini, Giusva Fioravanti, Antonio Battistella, Andrea Matteuzzi, Gianfranco Ombuen, Silvio Spaccesi, Michele Riccardini, Carlo Hintermann; trasmesso dalla Rai il 24 maggio 1967[6]
- Un nemico del popolo, regia di Sandro Sequi, con Gianrico Tedeschi, Virginio Gazzolo, Dina Sassoli, Gianni Bonagura, Guido Alberti, Marianella Laszlo, Maurizio Gueli; trasmesso dalla Rai il 2 febbraio 1973[7]